# Jefferson’s Manual
Jefferson’s Manual, veröffentlicht unter dem Titel A Manual of Parliamentary Practice, ist ein 1801 von Thomas Jefferson geschriebenes Buch, das die parlamentarische Geschäftsordnung der damaligen Zeit untersucht und sie konzise ordnet. Ursprünglich für den Senat geschrieben, ergänzt es noch heute als bindendes Werk die Geschäftsordnung des Repräsentantenhauses.
Jefferson basierte das Buch auf Mitschriften, die er sich während seiner Ausbildung durch William Small am College of William and Mary gemacht hatte. Jefferson nahm als Vizepräsident an den Sitzungen des Senats teil, dem er von 1796 bis 1800 vorsaß, bemerkte die Konfusion und Unordnung, die dort durch die oft unklare Geschäftsordnung entstand und beschloss, seine Notizen zu einem stringenten Werk umzuformen.
Während der Amtszeit George W. Bushs war das Manual in der öffentlichen Debatte, da es neben dem Antrag durch eine Mehrheit im Repräsentantenhaus eine weitere Möglichkeit vorsieht, ein Impeachment-Verfahren zu beginnen. Eine Möglichkeit, die ein Teil der Gegner George W. Bushs in Betracht zog:
In the House there are various methods of setting an impeachment in motion: by charges made on the floor on the responsibility of a Member or Delegate ... by charges transmitted from the legislature of a State or territory ...
Im Repräsentantenhaus gibt es verschiedene Methoden, ein Impeachment-Verfahren zu beginnen: durch Vorwürfe, die ein Abgeordneter oder Delegierter im Plenarsaal erhebt, ... oder durch Vorwürfe, die die Legislative eines Staats oder Territoriums erhebt...
Der Abschnitt des Manuals war in Vergessenheit geraten, bis Karen Yarbrough, Repräsentantin aus Illinois, ihn am 24. Januar 2006 wiederentdeckte. Daraufhin wurden in Kalifornien, Illinois und Vermont Resolutionsentwürfe auf die Tagesordnung gesetzt, die, wären sie verabschiedet worden, dieses Impeachment-Verfahren in Gang gesetzt hätten. Weitere Staaten mit einer demokratischen Mehrheit im Parlament diskutierten darüber.
Das Originalmanuskript des Manuals befindet sich in der Library of Congress.